# Born in China
Born in China es un documental chino-estadounidense del 2016 dirigida por Lu Chuan. una coproducción entre Disneynature y Shanghai Media Group, la película fue lanzada en China el 12 de agosto de 2016 y fue lanzado en los Estados Unidos el 21 de abril de 2017, un día antes del Día de la Tierra.

## Reparto
- Zhou Xun,[1] narrador de idioma chino.
- John Krasinski, narrador de idioma inglés.

## Recepción
La película recaudó US$2,3 millones en su primer fin de semana en la taquilla china. La película ha recaudado un total de CN¥64,9 millones en China hasta ahora.